# Aurembiaix di Urgell
Aurembiaix, o Aurembiax o Arumbaix (1196 – Balaguer, agosto 1231), è stata contessa di Urgell dal 1209 alla sua morte.

## Origine
Come ci confermano sia la Historia de los condes de Urgel, Tomo I, che la Pruebas de la Historia de la Casa de Lara fu l'unica figlia del conte di Urgell, Ermengol VIII e della moglie, la contessa di Subirats, Elvira Perez ( † dopo il luglio 1220), figlia del Signore de Molina e Mesa, XIII visconte di Narbona, il conte Pedro Manrique de Lara (?-1202) e della moglie, Sancha di Navarra (1148-1176), figlia del signore di Monzón e Logroño e re di Pamplona, García IV Ramírez detto il Restauratore, e di Urraca Alfonso di Castiglia, figlia illegittima del re di León e Castiglia, Alfonso VII e di Urraca Fernández de Castro.
Ermengol VIII, come ci confermano sia la Ex Gesta Comitum Barcinonensium che la Historia de los condes de Urgel, Tomo I, fu il figlio primogenito ed unico maschio del conte di Urgell, Ermengol VII di Valencia e della moglie, Dolce di Foix ( † 15 febbraio 1209), figlia del conte di Foix, Ruggero III e della moglie, Jimena di Barcellona, figlia del conte di Barcellona Ramon Berenguer III e di Maria Díaz de Vivar (ca. 1081-1105), seconda figlia del Cid Campeador) e della cugina del re di León e Castiglia, Alfonso VI, doña Jimena, figlia del conte di Oviedo e delle Asturie Diego Fernández e della contessa Cristina Fernández (secondo alcuni storici Jimena di Barcellona era la figlia di Ramon Berenguer III e di Almodis de Mortain ( † tra il 23 novembre 1111 ed il 3 febbraio 1112, data del matrimonio con Dolce I di Provenza), di cui non si conoscono gli ascendenti.

## Biografia
Il 16 ottobre 1209, suo padre, Ermengol VIII, redasse un testamento, controfirmato anche dalla madre, Elvira, in cui stabilì di lasciare la contea di Urgell alla sua unica figlia, Aurembiaix, disponendo che la moglie avesse la tutela della figlia sino al raggiungimento della maggior età, e disponendo altresì altri lasciti alla moglie, alle due sorelle ed ai nipoti.
Secondo la Excerpta ex martyrologio Celsonensi, Apendice al Viage Literario a las Iglesias de Espana, TomeIX, Ermengol VIII morì, il 16 ottobre 1209, a Sant Hilari, nel cui monastero fu sepolto, mentre le Ex Gesta Comitum Barcinonensium, riportano la morte del conte di Urgell, ponendola nel 1208.Infine anche l'Historia de los condes de Urgel, Tomo I, ricorda la morte del conte, nel 1208, dopo 24 anni di governo.
Aurembiaix, per le volontà testamentarie del padre, gli succedette nel titolo di contessa di Urgell, sotto la tutela della madre.
In quello stesso anno, la tredicenne Aurembiaix fu fidanzata all'erede al trono di Aragona, il piccolo Giacomo (1208 - 1276), figlio del re di Aragona, Pietro II, che di fatto governò la contea per conto del figlio, sino a che il contratto di fidanzamento fu rotto e Aurembiaix, nel 1212, fu data in sposa al signore della Casa di Castro, Álvaro Pérez de Castro «el Castellano», figlio di Pedro Fernández de Castro el Castellano, signore della Casa di Castro, e della moglie, Jimena Gómez (secondo il Nobiliario di Pietro Alfonso, conte di Barcelos, la moglie era Maria Sanchez).
Il marito Álvaro ricopriva importanti incarichi alla corte del re di León, Alfonso IX, per cui i due sposi lasciarono il governo della contea di Urgell alla madre di Aurembiaix, Elvira.
Dopo la morte, avvenuta dopo il 1220, della madre di Aurembiaix, Elvira, mentre il marito, Álvaro, faceva carriera alla corte di León: Alfiere di Alfonso IX, nel biennio 1221-1222, poi maggiordomo del re, dal 3 maggio 1223, il cugino, il figlio di Marchesa, sorella di Ermengol VIII, Guerau IV di Cabrera, che, dal 1213, con pretese sulla contea, aveva combattuto Elvira, approfittando della minor età del nuovo re di Aragona, Giacomo I, riuscì ad impossessarsi della contea di Urgell.
Secondo il documento cap. 15 della Provas da Historia Genealogica da Casa Real Portugueza, tomo I, nel 1225, Aurembiaix e Álvaro garantirono una proprietà nella località di Villahán, in Castiglia.
Dopo che il matrimonio con Álvaro Pérez de Castro era stato annullato, nel 1228, il 23 ottobre di quello stesso anno, firmò un accordo di concubinaggio con l'ex fidanzato, il re di Aragona, Giacomo I, che prevedeva, che in mancanza di eredi la contea di Urgell andasse a Giacomo I (il contratto ci viene fornito dalla Historia de los condes de Urgel, Tomo I).
Il re di Aragona, Giacomo I, allora intervenne in Urgell, riuscendo a scacciare Guerau IV di Cabrera dalla contea di Urgell.
Aurembiaix viene citata in due documenti della Pruebas de la Historia de la Casa de Lara: in uno, del 1228, concede una proprietà ereditata dalla madre Elvira al cognato, Nuño Perez; nell'altro, datato 1229, la contessa Aurembiaix, dopo aver denunciato l'accordo con Giacomo I, giura fedeltà all'Ordine di Santiago, in previsione del matrimonio con Pietro del Portogallo, figlio del re del Portogallo, Sancho I e di Dolce di Barcellona (1160-1198), figlia della regina di Aragona, Petronilla e del conte di Barcellona, Raimondo Berengario IV.
Il matrimonio di Pietro e Aurembiaix, celebrato a Valls, il 15 luglio 1229, viene confermato dal Roderici Toletani Archiepiscopi De Rebus Hispaniæ, Liber IX, mentre la Historia de los condes de Urgel, Tomo I, ci riporta il documento del contratto matrimoniale.
La contessa Aurembiaix morì due anni dopo, verso settembre, a Balaguer, lasciando un testamento redatto in agosto e fu sepolta nello stesso monastero di Sant Hilari, in cui giaceva suo padre.
Le successe il marito, Pietro, che ben presto, secondo il documento cap. 12 della Provas da Historia Genealogica da Casa Real Portugueza, tomo I, nel 1231, sottoscrisse un accordo con il re di Aragona, Giacomo I, in cui accettava di restituirgli la contea di Urgell, che gli sarebbe spettata secondo l'accordo che aveva stipulato con Aurembiaix, nel 1228, e, in cambio, Giacomo I, pur mantenendo il titolo di re, concedeva a Pietro, per la durata della sua vita, la sovranità sul regno di Maiorca. La Historia de los condes de Urgel, Tomo I, ci riporta il documento del contratto stipulato da Pietro del Portogallo e Giacomo I d'Aragona.

## Discendenza
La contessa Aurembiaix morì senza discendenza come ci viene confermato dal Roderici Toletani Archiepiscopi De Rebus Hispaniæ, Liber IX.
Non diede figli né al primo marito, Álvaro Pérez de Castro, né al secondo, Pietro del Portogallo; né al concubino, Giacomo I.

### Fonti primarie
- (LA) Rerum Gallicarum et Francicarum Scriptores, tomus XII.
- (LA) Viage Literario a las Iglesias de Espana, Tome IX (archiviato dall'url originale il 22 febbraio 2014).
- (LA) Pruebas de la Historia de la Casa de Lara.
- (LA) books.google.pt,  http://books.google.pt/books?id=ZbBBAAAAcAAJ&lpg=PA327&ots=FUXPNHnioS&dq=%22%20Provas%20da%20Historia%20Genealogica%20da%20Casa%20Real%20Portugueza%22%2C%22joves%22&pg=PP9#v=onepage&q&f=false.

### Letteratura storiografica
- Rafael Altamira, La Spagna (1031-1248), in «Storia del mondo medievale», vol. V, 1999, pp. 865–896
- (ES) Historia de los condes de Urgel, Tomo I.
- (ES) Nobiliario di Pietro Alfonso, conte di Barcelos.
- (EN) Chaytor, H. J. A History of Aragon and Catalonia.